# 盧卡·比坦特
盧卡·比坦特（義大利語：Luca Bittante；1993年8月14日—）是一位意大利足球運動員。在場上的位置是左後衛。他現在效力於意大利足球乙级联赛球隊恩波利。